# Коалиция за теб България
Коалиция за теб България е политическа партия в България, основана през 2018 г. Председател на партията е Красимир Манов. Тя се определя за демократична партия от народен тип, отстояваща общочовешки принципи, ценности и добродетели, характерни за народопсихологията на българите. В своята политическа дейност посочват, че се ръководят от принципите за: „Хуманизъм“, „Справедливост“, „Солидарност“, „Върховенство на закона“ и „Равнопоставеност на всички граждани“.
Името на политическата партия е послание към гражданите, гражданското общество, неправителствените организации и председателите на извънпарламентарните политически парти за решително противопоставяне на статуквото, утвърждаващо собствения модел на управление на държавата с единствена цел запазване на влиянието и властта – модел, който обезличава държавността, игнорира институциите и застрашава демократичния характер на правовата държава.

## Парламентарни избори

### 2022 г.
На парламентарните избори през 2022 г. участва с бюлетина № 13.